# Planet Jarre
Planet Jarre (укр. «Планета Жарр») (з підзаголовком 50 years of music; укр. 50 років музики) — музична збірка-антологія французького музиканта Жана-Мішеля Жарра, випущена в трьох різних форматах 14 вересня 2018 року лейблом Sony Music Entertainment. Збірка розділена Жарром на чотири плейлисти й містить відібрані ним 41 трек, записаних з 1968 по 2018 рік, два з яких нові. Останній диск включає раніше неопублікований демо-запис до унікального альбому Жарра Music for Supermarkets 1983 року та архівний запис AOR BLUE – композицію, написану ще в 1969 році і представлену як фрагмент музичного супроводу до опери AOR 1971 року. Також включені чотири досить рідкісні і тривалий час неопубліковані записи: «La cage», «Erosmachine», «Happiness is a Sad Song» і «Hypnose». 
Видання на вінілі містить 4 платівки.
Оцінюючи всі свої створені роботи Жарр усвідомив, що він може виділити чотири різні види його композицій.
Перший скоріше за все виник під впливом його класичної освіти в поєднанні з любов'ю до музики з фільмів, в результаті яких були створені довгі атмосферні ембієнт композиції при повній відсутності партії ударних. Жарр назвав їх: Soundscapes (укр. Звукові картини).
Другий виник з ідеї, що найголовнішим елементом в музиці є мелодія. Деякі треки побудовані довкола простого мелодійного соло, що гралось на акустичних чи електронних інструментах. Цей тип отримав назву Themes (укр. Теми).
Третій обумовлений гіпнотичними та циклічними можливостями, що технічно могли забезпечити електронні інструменти. Жарр почав експериментувати з такими системами задовго до появи будь-яких синхронізуючих систем (на зразок MIDI) і повинен був грати всі секвенції вручну: ті лупи та секвенції, що створюються секвенсерами чи драм-машинами. Очевидно отримали назву Sequences (укр. Секвенції).
Четвертий насправді базується на експериментах в записах. Замість створення трека опираючись на мелодію, воно відбувалось з формування та створення деяких цікавих, але ще "сирих" звуків, використовуючи семплери, модульні синтезатори та різноманітні інструменти. Таким способом були створені перші композиції, без жодних семплерів, використовуючи лише магнітофон, мікрофон й ножиці та скотч. Ці записи Жарр виділив у групу Explorations & Early Works (укр. Дослідження та ранні роботи).

## Список композицій
| Soundscapes | Soundscapes                          | Soundscapes |
| #           | Назва                                | Тривалість  |
| ----------- | ------------------------------------ | ----------- |
| 1.          | «Oxygene 1» (1976)                   | 7:39        |
| 2.          | «Oxygene 19» (2016)                  | 5:01        |
| 3.          | «Rendez-Vous 1» (1986)               | 2:55        |
| 4.          | «Millions of Stars» (2000)           | 5:39        |
| 5.          | «Chronology 1» (1993)                | 3:23        |
| 6.          | «Oxygene 20» (2016)                  | 5:29        |
| 7.          | «Equinoxe 2» (1978)                  | 5:00        |
| 8.          | «Waiting for Cousteau» (1990)        | 2:59        |
| 9.          | «The Heart of Noise (Origin)» (2016) | 2:36        |

| Themes | Themes                                | Themes     |
| #      | Назва                                 | Тривалість |
| ------ | ------------------------------------- | ---------- |
| 1.     | «Industrial Revolution part 2» (1988) | 2:22       |
| 2.     | «Oxygene 4» (1976)                    | 3:46       |
| 3.     | «Equinoxe 5» (1978)                   | 3:45       |
| 4.     | «Oxygene 2» (1976)                    | 5:24       |
| 5.     | «Zoolookologie» (1984)                | 3:43       |
| 6.     | «Bells» (2000)                        | 2:04       |
| 7.     | «Equinoxe 4» (1978)                   | 5:31       |
| 8.     | «Magnetic Fields 2» (1981)            | 3:58       |
| 9.     | «Rendez-Vous 2» (1986)                | 2:19       |
| 10.    | «Rendez-Vous 4» (1986)                | 4:08       |
| 11.    | «Chronology 4» (1993)                 | 4:09       |

| Sequences | Sequences                  | Sequences  |
| #         | Назва                      | Тривалість |
| --------- | -------------------------- | ---------- |
| 1.        | «Coachella Opening» (2018) | 3:58       |
| 2.        | «Arpeggiator» (1982)       | 6:14       |
| 3.        | «Automatic Part 1» (2015)  | 2:57       |
| 4.        | «Exit» (2016)              | 5:44       |
| 5.        | «Equinoxe 7» (1978)        | 3:35       |
| 6.        | «Oxygene 8» (1997)         | 5:23       |
| 7.        | «Stardust» (2016)          | 4:36       |
| 8.        | «Herbalizer» (2018)        | 3:25       |
| 9.        | «Revolutions» (1988)       | 3:23       |

| Explorations and Early works | Explorations and Early works            | Explorations and Early works |
| #                            | Назва                                   | Тривалість                   |
| ---------------------------- | --------------------------------------- | ---------------------------- |
| 1.                           | «Ethnicolor» (1984)                     | 3:30                         |
| 2.                           | «Souvenir of China» (1982)              | 3:59                         |
| 3.                           | «Blah Blah Cafe» (1984)                 | 3:21                         |
| 4.                           | «Music for Supermarkets» (Demo Excerpt) | 2:03                         |
| 5.                           | «Roseland» (1973)                       | 2:03                         |
| 6.                           | «La Cage» (1971)                        | 3:08                         |
| 7.                           | «Erosmachine» (1971)                    | 2:58                         |
| 8.                           | «Hypnose» (1973)                        | 3:26                         |
| 9.                           | «The Song of the Burnt Barns» (1973)    | 2:44                         |
| 10.                          | «Happiness is a sad song» (1968)        | 5:50                         |
| 11.                          | «Aor Bleu»                              | 3:08                         |
| 12.                          | «Last Rendez-Vous» (1986)               | 4:08                         |

| Бонусні треки в форматі 5.1 | Бонусні треки в форматі 5.1              | Бонусні треки в форматі 5.1 |
| #                           | Назва                                    | Тривалість                  |
| --------------------------- | ---------------------------------------- | --------------------------- |
| 1.                          | «Circus» (with Siriusmo)                 |                             |
| 2.                          | «Equinoxe 2»                             |                             |
| 3.                          | «Equinoxe 5»                             |                             |
| 4.                          | «Exit» (разом з Едвардом Сноуденом)      |                             |
| 5.                          | «Oxygene 15»                             |                             |
| 6.                          | «Oxygene 17»                             |                             |
| 7.                          | «Oxygene 2»                              |                             |
| 8.                          | «Stardust» (разом з Арміном ван Бюреном) |                             |
| 9.                          | «Switched On Leon» (разом з The Orb)     |                             |
| 10.                         | «Coachella Opening»                      |                             |
| 11.                         | «Souvenir De Chine»                      |                             |
| 12.                         | «Zoolookologie»                          |                             |

В якості бонусного матеріалу, при замовленні вінілу або бокс-сету, надається доступ до завантаження альбому у високій якості та 12 додаткових композицій перезаписаних і зміксованих у форматі 5.1.